# Momoko Kōchi
Momoko Kōchi (河内 桃子 Kōchi Momoko?) (7 de marzo de 1932 - 5 de noviembre de 1998) fue una actriz japonesa.

## Filmografía parcial
- Godzilla (1954)
- Jūjin yuki otoko (1955)
- Waga mune ni niji wa kiezu (1957)
- Chikyū bōeigun (1957)
- Oatari tanukigoten (1958)
- Godzilla vs. Destoroyah (1995)